# T-155
T-155 «Буря» (тур. T-155 Fırtına) — современная турецкая 155-мм самоходно-артиллерийская установка (САУ) класса самоходных гаубиц. 
В турецкой армии получила обозначение T-155 K/M Obus. Является самой дальнобойной САУ в турецких вооружённых силах.

## История создания и производства
В 2001 году Турция купила лицензию на производство южнокорейской К9 «Тандер». В 2004 году была поставлена партия из 8 САУ. Турецкая версия получила название T-155 Fırtına (рус. Шторм). Стоимость контракта составила 1 млрд долларов.
От корейской САУ T-155 отличается модифицированными башней и шасси, а также системами управления огнём, связи и навигации турецкого производства.
Изготовление качающейся часть ведётся на казённом предприятии MKEK, а производство шасси, башни и окончательная сборка — на 1st Army Maintenance Center Command (г. Адапазары).

## Описание конструкции

### Огневая мощь
Основным вооружением T-155 является 155-мм гаубица с длиной ствола 52 калибра. САУ способна вести огонь по целям как с закрытых позиций, так и прямой наводкой.
Гаубица имеет максимальную скорострельность 6 выстрелов/минуту на протяжении 3 минут, а в режиме «шквал огня» — 3 выстрела в течение 15 секунд. Продолжительная стрельба ограничена 2 выстрелами в минуту в течение 30 минут. Возимый боекомплект составляет 48 выстрелов.
Максимальная дальность стрельбы осколочно-фугасными снарядами составляет 30 км, активно-реактивными осколочно-фугасными снарядами — 40 км.
Время перехода САУ в боевое положение не превышает 60 сек. В качестве вспомогательного оружия используется 12,7-мм зенитный пулемёт Браунинг M2 с ручным управлением.

### Подвижность
T-155 оснащается автоматической коробкой передач Allison ATDX1100-5A3. САУ приводится в движение дизелем MTU MT 881 Ka-500 мощностью 1000 л.с., что обеспечивает T-155 удельную мощность 21,6 л.с./т и максимальную скорость по шоссе 65 км/ч. Запас хода — 360 км.
Подвеска САУ — гидропневматическая.

### Защищённость
Шасси и стальная башня обеспечивают защиту от огня 14,5-мм пулемёта КПВТ и осколков 155-м снарядов. САУ также оснащается системой защиты от оружия массового поражения.

## Машины на базе
- FAARV — транспортно-заряжающая машина[2]. Первый прототип был построен в 2011 году. Всего планируется произвести от 70 до 80 единиц.

## Экспорт
- Азербайджан: в 2011 году был подписан контракт на поставку 36 T-155[6], но поставка не была осуществлена из-за отказа Германии продавать двигатели MTU. Формальной причиной стал тлеющий конфликт между Азербайджаном и Арменией. В итоге в 2012 году был заключён контракт с Россией на поставку 18 2С19 «Мста-С», которая была начата в 2013 году[7].

## На вооружении
- Турция: около 280 T-155, по состоянию на 2018 год[8]. Всего заказано 350 T-155. Первые 8 САУ были построены в Корее. С 2004 по 2009 год в турецкую армию было поставлено 150 единиц[9].

## Боевое применение
- Вторжение Турции в Ирак (2007—2008)[3]
- Турецко-сирийский конфликт[3]
- Операция «Щит Евфрата»

## Сравнение с другими САУ
|                                            | 2С19М2 «Мста-С» | M109A7 | PzH 2000 | AMX AuF1T | AS90 «Braveheart» |
| ------------------------------------------ | --------------- | ------ | -------- | --------- | ----------------- |
| Внешний вид                                |                 |        |          |           |                   |
| Год принятия на вооружение                 | 2012            | 2016   | 1998     | 1988      | 1998              |
| Боевая масса, т                            | 43,24           | 36,2   | 55,0     | 43,0      | 45,0              |
| Экипаж                                     | 5               | 4      | 3+2      | 4         | 5                 |
| Калибр пушки, мм                           | 152             | 155    | 155      | 155       | 155               |
| Длина ствола, калибров                     | 47              | 39     | 52       | 39        | 52                |
| Боекомплект пушки, выстрелов               | 50              | 39     | 60       | 42        | 48                |
| Максимальная дальность стрельбы ОФС, км    | 24,7            | 22     | 30       | 23        | 30                |
| Максимальная дальность стрельбы АР ОФС, км | 29              | 30     | 40       | 28        | 40                |
| Максимальная скорострельность, выстр./мин  | 10              | 6      | 8-10     | 8         | 6                 |
| Мощность двигателя, л. с.                  | 780             | 675    | 986      | 720       | 660               |
| Максимальная скорость, км/ч                | 60              | 61     | 60       | 60        | 53                |
| Запас хода по шоссе, км                    | 600             | 300    | 420      | 450       | 420               |

|                                            | Пальмария | K9 Thunder | SSPH Primus | PLZ-45 | PLZ-05 | Тип 99 |
| ------------------------------------------ | --------- | ---------- | ----------- | ------ | ------ | ------ |
| Внешний вид                                |           |            |             |        |        |        |
| Год принятия на вооружение                 | 1982      | 1998       | 2002        | 1997   | 2007   | 1999   |
| Боевая масса, т                            | 46,0      | 47,0       | 28,3        | 33,0   | 35,0   | 40,0   |
| Экипаж                                     | 5         | 5          | 4           | 5      | 5      | 4      |
| Калибр пушки, мм                           | 155       | 155        | 155         | 155    | 155    | 155    |
| Длина ствола, калибров                     | 41        | 52         | 39          | 45     | 52     | 52     |
| Боекомплект пушки, выстрелов               | 30        | 48         | 26          | 30     | 30     | 30     |
| Максимальная дальность стрельбы ОФС, км    | 24,7      | 30         | 19          | 24     | 39     | 30     |
| Максимальная дальность стрельбы АР ОФС, км | 30        | 40         | 30          | 39     | 52     | 38     |
| Максимальная скорострельность, выстр./мин  | 4         | 6-8        | 6           | 4-5    | 8      | 6      |
| Мощность двигателя, л. с.                  | 750       | 1000       | 550         | 520    | 520    | 600    |
| Максимальная скорость, км/ч                | 60        | 67         | 50          | 55     | 55     | 60     |
| Запас хода по шоссе, км                    | 500       | 480        | 350         | 550    | 550    | 300    |

Сноски
1. ↑  дальность стрельбы снарядом XM982 составляет до 40 км
2. ↑  дальность стрельбы снарядом V-LAP составляет до 56 км